# Hardin (Texas)
Hardin é uma cidade localizada no estado norte-americano de Texas, no Condado de Liberty.

## Demografia
Segundo o censo norte-americano de 2000, a sua população era de 755 habitantes.
Em 2006, foi estimada uma população de 799, um aumento de 44 (5.8%).

## Geografia
De acordo com o United States Census Bureau tem uma área de
5,9 km², dos quais 5,9 km² cobertos por terra e 0,0 km² cobertos por água. Hardin localiza-se a aproximadamente 26 m acima do nível do mar.

## Localidades na vizinhança
O diagrama seguinte representa as localidades num raio de 12 km ao redor de Hardin.